# Волкодав, Иван Егорович
Иван Егорович Волкодав (14 [27] июня 1913 — 7 января 1983) — Герой Советского Союза, участник Великой Отечественной войны, заместитель командира 250-го гвардейского стрелкового полка (83-я гвардейская стрелковая дивизия, 11-я гвардейская армия, 3-й Белорусский фронт), гвардии майор.

## Биография
Иван Егорович Волкодав родился 14 (27) июня 1913 года в селе Старая Криуша (ныне Петропавловского района Воронежской области) в семье крестьянина. По национальности — русский. Окончил 6 классов.
В октябре 1938 года был призван в Красную Армию. Участник войны с Финляндией 1939—1940 годов. В 1941 году вступил в ВКП(б).
На фронтах в Великую Отечественную войну с сентября 1941 года. В первых боях был ранен. В 1942 году окончил курсы младших политруков, в 1943 году — курсы переподготовки политсостава. Особо отличился в боях в Восточной Пруссии.
В ночь на 26 апреля 1945 года гвардии майор Волкодав во главе десантного отряда форсировал пролив и захватил плацдарм на косе Фрише-Нерунг (Балтийская коса, Калининградская область) в районе Пиллау. Десантники, захватив шоссе, перерезали путь отступления немцам вглубь косы. В боях на плацдарме отряд разгромил штаб немецкой дивизии. До подхода подкрепления десантники 6 часов удерживали плацдарм, отбили многочисленные атаки противника. Офицер Волкодав лично убил несколько десятков немецких солдат. В заключительных боях на косе отряд уничтожил несколько разрозненных групп противника, захватил в плен командира дивизии и до 2,5 тысяч солдат и офицеров.
Указом Президиума Верховного Совета СССР от 29 июня 1945 года за образцовое выполнение заданий командования и проявленные мужество и героизм в боях с немецко-фашистскими захватчиками гвардии майору Волкодаву Ивану Егоровичу присвоено звание Героя Советского Союза с вручением ордена Ленина и медали «Золотая Звезда» (N 8576).
После победы остался в армии. В 1946 году окончил курсы «Выстрел», в 1953 году — курсы усовершенствования командного состава. С 1959 подполковник Волкодав — в запасе. Жил в столице Дагестана городе Махачкале, работал в исполкоме горсовета.
Скончался 7 января 1983 года. Похоронен на Старом Русском кладбище в Махачкале.

## Награды
Награждён орденами Ленина, Красного Знамени, Александра Невского, Отечественной войны 2-й степени, Красной Звезды и медалями.

## Память
- Именем Волкодава названа площадь в селе Старая Криуша[1].